# Stellarstatistik
Die Stellarstatistik ist ein Teilgebiet der Astronomie und befasst sich mit dem Aufbau der Sternsysteme, ihren inneren Bewegungsverhältnissen und ihrer Verteilung im Raum.
Bei vielen Milliarden Sonnen in einem Sternsystem ist es nicht möglich, für jedes Objekt Geschwindigkeit und physikalische Eigenschaften einzeln zu untersuchen. Deshalb ist es notwendig, ein statistisches Verfahren einzusetzen, um mittlere Eigenschaften von Sterngruppen zu untersuchen.
Grundlage der Stellarstatistik sind die Sternkataloge, die jeweils eine große Anzahl an Sternen mit ihren Positionen und physikalischen Zustandsgrößen verzeichnen. Hieraus wählt man Gruppen mit einheitlichen Eigenschaften (z. B. absolute Helligkeit, Entwicklungsstand, Spektralklasse oder räumliche Bewegung) aus und ermittelt ihre Anzahl pro Flächeneinheit oder im Raum. Die so bestimmten Sternzahlen bilden die Grundlage der Untersuchungen im Rahmen der Stellarstatistik.
Alle sichtbaren Sterne am Himmel zu untersuchen ist ebenfalls nicht möglich. Die ständig weiterentwickelten Beobachtungsmethoden erweitern zum einen die Grenzen des sichtbaren Bereichs im Raum und in der scheinbaren Helligkeit, die sich noch verlässlich untersuchen lässt. So konnte man bereits vor Jahrzehnten mehr als 150 Millionen einzelne Sterne unserer Galaxis auflösen und theoretisch einer Einzeluntersuchung zuführen. Um diesen Aufwand zu begrenzen, bildet man Eichfelder, die eine repräsentative Auswahl des Sternenhimmels darstellen und dann einzeln untersucht werden können.
Auf den Erkenntnissen der Stellarstatistik beruhen u. a. die frühen Erkenntnisse zum Milchstraßensystem, dessen Aufbau im 18. und 19. Jahrhundert geklärt werden konnte. Wichtige deutsche Beträge zur Stellarstatistik des 20. Jahrhunderts stammen beispielsweise von Karl Schwarzschild.